# Leia innotata
Leia innotata är en tvåvingeart som beskrevs av Günther Enderlein 1910. Leia innotata ingår i släktet Leia och familjen svampmyggor. Inga underarter finns listade i Catalogue of Life.